# Теодорос Пангалос
Теодорос Пангалос (грец. Θεόδωρος Πάγκαλος, 17 серпня 1938, Елефсин — 31 травня 2023, Афіни) — грецький політик, віце-прем'єр-міністр Греції (2009—2012), голова Державної Ради з міжнародних відносин і оборони.

## Біографія
Теодорос Пангалос народився 1938 року в Елефсині, Аттика. Він доводиться онуком грецького генерала і диктатора в період Другої Грецької Республіки Теодороса Пангалоса. Вивчав право в Афінському університеті, 1964 року здобув ступінь PhD із політичних та економічних досліджень в Паризькому університеті.
Він одружений з Христиною Христофоракі. Має п'ять дітей, дочка Аріадна — оперна співачка.

## Політична кар'єра
Ще в університетські роки брав активну участь у студентському політичному русі в період військової хунти «чорних полковників». Один із засновників молодіжного руху «Григоріс Ламбракіс». Зрештою був позбавлений грецького громадянства.
На виборах 1981 року вперше обраний членом Грецького парламенту від партії ПАСОК за мандатом Аттики. 1984 року став членом Центрального Комітету ПАСОК, а 1989 року — членом Виконавчої ради партії. В період 1982—1984 років служив міністром торгівлі Греції, згодом два роки поспіль (1984—1985) — державним секретарем. В період 1985—1989 і 1993—1994 років був заступником міністра закордонних справ Греції. 1994 року призначений міністром транспорту та зв'язку Греції.
В період між 1996 і 1999 роках він був міністром закордонних справ. 1999 року пішов у відставку після того, як лідер курдських націоналістів Абдулла Оджалан незаконно в'їхав і безперешкодно залишив Грецію, а заарештований був випадково, у грецькому посольстві в Найробі. 2000 року на нетривалий час призначений міністром культури Греції.
Після приходу ПАСОК до влади 2009 року призначений віце-прем'єр-міністром Греції, що також накладає обов'язки голови Державної Ради з міжнародних відносин і оборони.